# 里吉しげみ
里吉 しげみ（さとよし しげみ、1938年2月18日 - 2019年以前）は、日本の劇作家、演出家、作家、作詞家である。劇団未来劇場主宰。妻は、同劇団所属である水森亜土（1965年結婚）。立教大学社会学部卒業。本名は里吉重實。 

## 劇団未来劇場
吉武みどりが1958年に主宰として創立し、当初は推理劇専門劇団だった。里吉しげみは1959年に入団。2年後の春、喜劇「ネコが好き」を書き、演出し、喜劇に魅せられる。吉武のバックアップで以後6年間に渡り6本の作品の作・演出をするが、吉武から強引に劇団を押しつけられ、渋々引き継ぎ今日に至る。その時、現在の未来劇場のスタイルともなる、ミュージカル風・喜劇を目指すことを考え、作曲家の小林亜星の参加を得て、以後数十年間に渡り、自ら脚本を書き、演出してきた。
演劇の他に、レビュー、ジャズ・コンサートなどにも情熱を注ぎ、レビュー・ダンスアタック、オール・ジャズバッシュなど、1984年から現在に至るまで約30年間に渡って公演活動を続ける。
「オー・チン・チン」は、元々は劇団未来劇場の1968年6月公演「愛すること」のために書かれた楽曲だった。

## 受賞[3]
- 1977：紀伊国屋演劇賞団体賞＝「サンタ・マリアの不倫な関係」（1977年公演）「猿」（77年公演）
- 1984：文化庁芸術祭優秀賞＝「因縁屋夢六玉の井徒花心中」（84年公演）
- 1994：第6回池袋演劇祭大賞＝「泪と接吻」（劇団未来劇場第63回公演）
- 1995：第7回池袋演劇祭大賞＝「因縁屋夢六玉の井徒花心中」（劇団未来劇場第65回公演）
- 1998：第10回池袋演劇祭大賞＝「女房の骨つき肋肉 ローズマリー風味」（劇団未来劇場第71回公演）
- 2003/10：第15回池袋演劇祭大賞＝「ぺぺの甘い犯罪」（劇団未来劇場第81回公演）